# Хейдон, Артур
Артур Хейдон (англ. Arthur Haydon, 1911 — 12 сентября 1973) — английский игрок в настольный теннис, призёр чемпионатов мира.

## Биография
Родился в 1911 году. Настольным теннисом занялся в возрасте 7 лет. В сезоне 1927-1928 годов занимал 6-ю строчку мирового рейтинга. За четверть века завоевал 14 медалей чемпионатов мира, включая золотую медаль в составе команды на чемпионате мира 1953 года.
В 1938 году женился на Дорис Джордан, которая также была известной английской спортсменкой и обладательницей медалей чемпионатов мира по настольному теннису. Их дочь Адрианна также стала известным игроком в теннис и настольный теннис, и была одним из лидеров женского тенниса в 1960-х.